# Psittacanthus brasiliensis
Psittacanthus brasiliensis är en tvåhjärtbladig växtart som först beskrevs av Louis Auguste Joseph Desrousseaux, och fick sitt nu gällande namn av George Don jr. Psittacanthus brasiliensis ingår i släktet Psittacanthus och familjen Loranthaceae. Inga underarter finns listade i Catalogue of Life.